# Вперед, Італіє (2013)
Вперед, Італіє (англ. Forza Italia FI) — правоцентристська політична партія Італії, очолювана Сільвіо Берлусконі, а після його смерті Антоніо Таяні.
Партія створена 2013 року внаслідок розколу партії «Народ свободи» і являє собою відродження партії «Вперед, Італіє», що існувала з 1994 до 2009 року, коли та об'єдналася з кількома іншими партіями, утворивши «Народ свободи».
Нова партія «Вперед, Італіє» проголошена у червні 2013 року, 18 вересня 2013 створена у відповідь на голосування у Сенаті за позбавлення Берлусконі права на мандат, а 16 листопада 2013 партія «Народ свободи» була офіційно розпущена.
15 листопада 2013 група прихильників колишнього соратника Берлусконі по партії «Народ свободи» — Анджеліно Альфано (переважно християнських демократів) оголосила про заснування альтернативної партії «Новий правий центр». Інша група вихідців з «Народу свободи» на чолі з колишнім мером Рима Джованні Алеманно створила партію «Італія насамперед» і потім вела переговори про об'єднання з партією «Брати Італії — Національний правий центр».
Символіка партії «Вперед, Італіє» з'явилася на регіональних виборах 2013 року у Трентіно-Альто-Адідже у місцевих варіаціях «Вперед, Трентіно» і «Вперед, Альто-Адідже» (у списку з регіональним підрозділом «Ліги Півночі»).

## Ідеологія
Ідеологія FI подібна до ідеології її попередника, Народу свободи (PdL), всеосяжної правоцентристської партії, яка включає християнських демократів, лібералів, консерваторів і соціал-демократів. FI представляє себе як «ліберальну», «католицьку», «реформістську» і «помірковану» альтернативу політичним лівим у союзі з політичними правими але не як праву. Розпад PdL і вихід Нового правого центру (NCD) залишили FI з більш ліберальною базою. Загалом, довго підготовленим поверненням до FI Берлусконі мав на меті повернення до «ліберального коріння» партії; роблячи це, він зміцнив свої зв’язки з тими лібералами, як Антоніо Мартіно, які були маргіналізовані в PdL, втрачаючи багато своїх християнських демократів і консерваторів на користь NCD.
У соціальних питаннях більшість політиків FI консервативні, хоча меншість із них можна вважати лібералами. Згідно за статтею Corriere della Sera, щодо так званих «етичних питань», таких як аборти та права ЛГБТ, партія прагнула повернутися до своїх початкових цінностей 1994 року, включаючи «лібералізм, соціалістичне коріння, навіть радикальну складову», поважала «свободу совісті» своїх депутатів, і була відкрита для громадянських союзів, тоді як позиції NCD були «ближчими до позицій європейських традиціоналістських правих». У жовтні 2014 року Берлусконі особисто підтримав пропозиції Ренці щодо цивільного партнерства для геїв і швидшого шляху до громадянства для дітей іммігрантів, які народилися в Італії, однак партія залишалася соціально консервативною. FI уточнила, що розглядає шлюб виключно як союз між чоловіком і жінкою; Більшість його членів проголосували проти цивільного партнерства, тоді як NCD проголосувала за. Крім того, партія критично ставиться до викладання гендерних досліджень у школах. Члени партії загалом виступають проти абортів і прагнуть обмежити доступ до них та евтаназії. Партія критикувала нелегальну імміграцію та те, як нею керують лівоцентристські коаліційні уряди. Вона також заявила про те, що проти впровадження jus soli в Італії. Крім того, партія виступає проти легалізації наркотиків, яку вважає потенційно негативною для здоров'я та некорисною для вирішення кримінальних справ. Коли попередники FI були при владі, вони обмежили законодавство з цього питання законом Фіні-Джованарді. Нарешті, FI вважає Італію країною з християнською цивілізацією та підтримує демонстрацію християнських символів у громадських місцях.
З економічних питань FI більше підтримує приватний, ніж державний сектор. Вона спрямована на представництво інтересів власників бізнесу та часто виступає за зменшення податків, бюрократизму і державних витрат. Однією з останніх її пропозицій є запровадження пропорційного податку. Крім того, FI більше підтримує угоди про вільну торгівлю, а не протекціонізм.
У зовнішній політиці партія підтримує Європейський Союз (ЄС), незважаючи на елементи критики, НАТО та тісні відносини зі Сполученими Штатами. FI також прагне мати хороші відносини з Росією, особливо в захисті інтересів італійських компаній, які експортують на російський ринок. Партія є членом європеїстської, правоцентристської Європейської народної партії (ЄНП). Тоді як більшість його членів підтримують Європейський Союз (ЄС), найпомітнішим прикладом є Таяні (президент Європейського парламенту з 2017 року), інші є дещо євроскептичними та критикують євро та роль Німеччини в ЄС. Партія відмовляється від ярлика «євроскептичної», але підтримує реформу ЄС. У 2017 Берлусконі помирився з Ангелою Меркель, канцлером Німеччини та одним із лідерів ЄНП, після років ворожнечі, підтвердивши свою підтримку європейської інтеграції та свою ворожість до популізму.